# Grijsgroene specht
De grijsgroene specht (Dendropicos goertae synoniem: Mesopicos goertae) is een soort specht uit een geslacht van vogels uit de familie spechten (Picidae). De soort komt alleen in Afrika voor.

## Kenmerken
De vogel is gemiddeld 20 cm lang en weegt 40 tot 52 g. Het voorhoofd van de vogel is grijs, de kruin van het mannetje is rood tot op het achterhoofd. De vogel is van boven olijfgroen en van onder grijs, met op de buik een waas van rood. De stuit en de bovenkant van de staart zijn rood. Het vrouwtje mist het rood op de kop.

## Verspreiding en leefgebied
Er zijn vijf ondersoorten:
- D. g. koenigi: van Mali tot westelijk Soedan.
- D. g. abessinicus: van oostelijk Soedan tot westelijk Ethiopië.
- D. g. goertae: van Senegal en Gambia tot Mali.
- D. g. centralis: van Sierra Leone tot Nigeria, zuidelijk Soedan, westelijk Kenia en noordwestelijk Tanzania.
- D. g. meridionalis: zuidelijk Gabon en van noordwestelijk Angola tot het zuiden en midden van Congo-Kinshasa.

Het leefgebied bestaat verschillende typen landschap met bos zoals weiland met bomen, riviergeleidend bos, randen van regenwoud, plantages met palmbomen, tuinen en mangrove.

## Status
De grootte van de populatie is niet gekwantificeerd. Vooral in Senegal en Gambia is het een zeer algemene soort specht. Om deze reden staat de grijsgroene specht als niet bedreigd op de Rode Lijst van de IUCN.

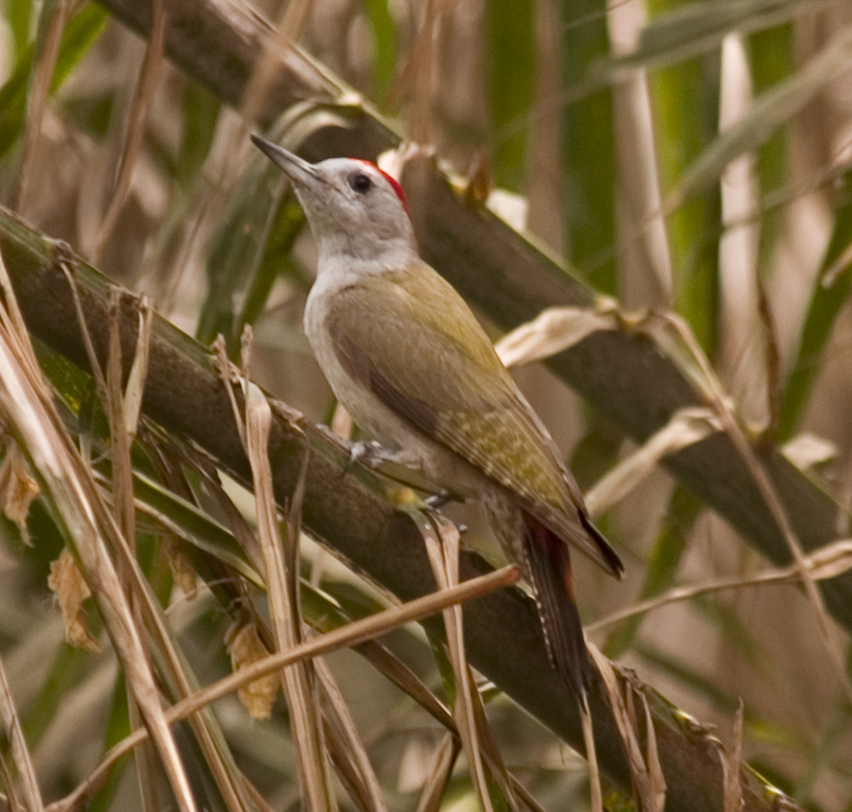